# Нижні Кунаші
Нижні Кунаші́ (рос. Нижние Кунаши, чув. Çавалхĕрри Кăнаш) — присілок у складі Цівільського району Чувашії, Росія. Входить до складу Михайловського сільського поселення.
Населення — 183 особи (2010; 229 у 2002).
Національний склад:
- чуваші — 99 %